# Ronquerolles
Ronquerolles ist eine französische Gemeinde mit 890 Einwohnern (Stand: 1. Januar 2022) im Département Val-d’Oise in der Region Île-de-France; sie gehört zum Arrondissement Pontoise und zum Kanton L’Isle-Adam (bis 2015: Kanton Beaumont-sur-Oise). Die Einwohner werden Ronquerollais genannt. Die Gemeinde bildet zusammen mit Beaumont-sur-Oise, Bernes-sur-Oise, Chambly (Oise), Mours und Persan die Unité urbaine de Persan – Beaumont-sur-Oise.

## Geographie
Ronquerolles liegt etwa 35 Kilometer nördlich von Paris im Vexin an der Grenze zum Département Oise. Umgeben wird Ronquerolles von den Nachbargemeinden Belle-Église im Norden, Chambly im Osten, Champagne-sur-Oise im Süden und Südwesten sowie Hédouville im Westen.
Durch die Gemeinde führt die Autoroute A16.

## Bevölkerungsentwicklung
| 1962 | 1968 | 1975 | 1982 | 1990 | 1999 | 2006 | 2012 |
| 442  | 533  | 545  | 652  | 696  | 742  | 830  | 860  |

## Sehenswürdigkeiten

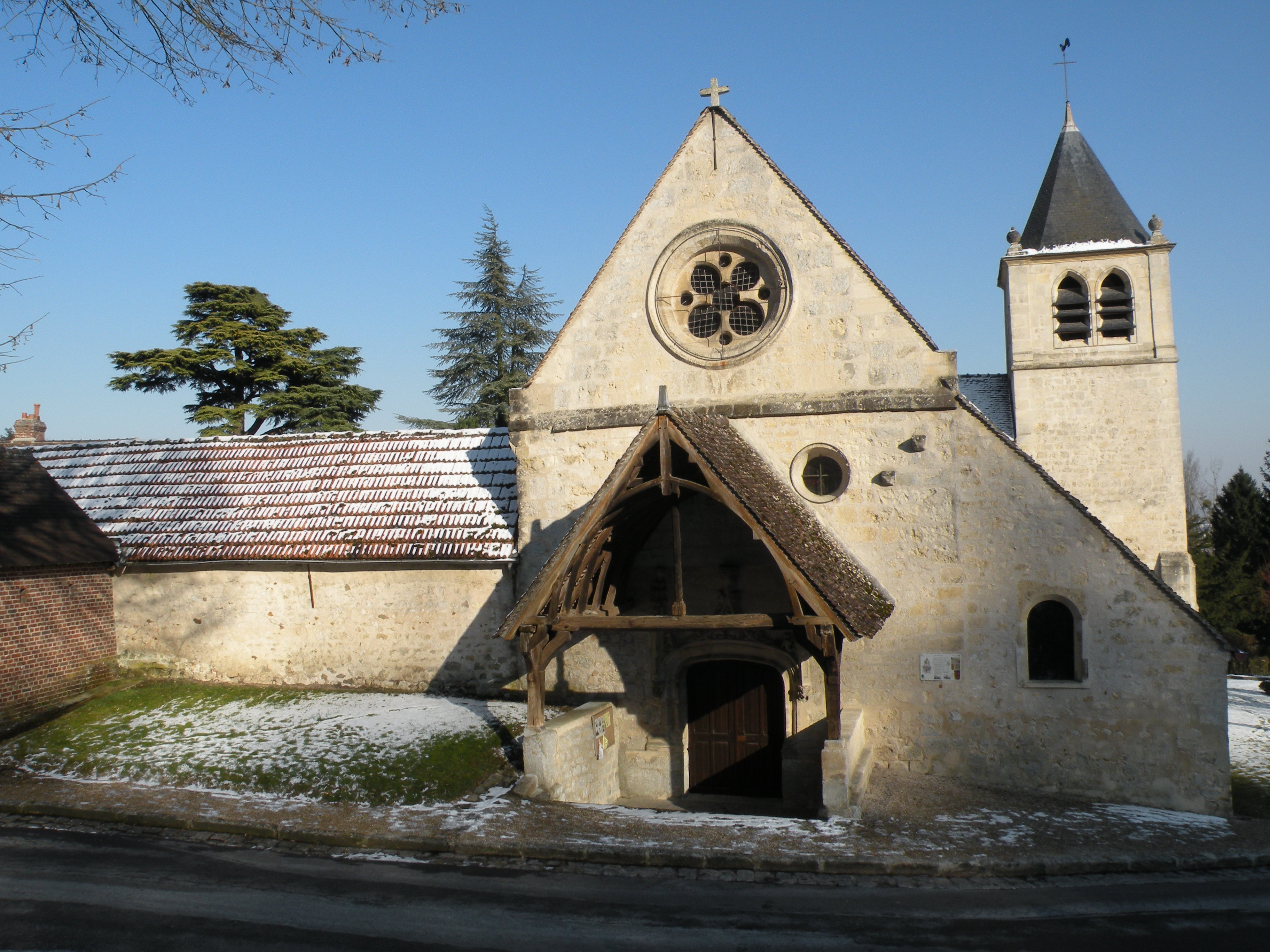
Kirche Saint-Géorges

- Kirche Saint-Géorges, aus der Mitte des 13. Jahrhunderts, Glockenturm aus dem 18. Jahrhundert, seit 1913 Monument historique
- Haus und Labor Félix Martin-Sabon, Fotograf, mit Taubenschlag
- Nachbildung der Grotte von Lourdes